# Bandvaran
Bandvaran (Varanus salvator) utgör en art i ödlefamiljen varaner. Det är en stor ödla som är duktig på att klättra. Den lever i närheten av vatten och simmar gärna. Bandvaran är gråbrun till svart med gula prickar eller större fläckar som löper i tvärband på ryggen och svansen. Den är en av de största varanarterna och kan bli upp till 2,5 meter lång. 
En bandvaranshona lägger mellan 12 och 40 ägg per kull. Äggen kläcks efter cirka 106 dygn. Ungarna mäter då 25 centimeter och är mycket vackert tecknade i gult och svart. I fångenskap blir bandvaran lätt tam och är därför populär som husdjur. 
Arten förekommer i Sri Lanka och nordöstra Indien samt över stora delar av Sydostasien. Den lever alltid i närheten av vatten.
Bandvaranen lever av fisk, grodor och små däggdjur. Bandvaranen blir upp till 16 år gammal.